# Muscopteryx petentis
Muscopteryx petentis là một loài ruồi trong họ Tachinidae.